# 570 Kythera
Kythera (asteroide 570) é um asteroide da cintura principal com um diâmetro de 102,81 quilómetros, a 3,0046801 UA. Possui uma excentricidade de 0,1209361 e um período orbital de 2 308,13 dias (6,32 anos).
Kythera tem uma velocidade orbital média de 16,11030793 km/s e uma inclinação de 1,78519º.
Este asteroide foi descoberto em 30 de Julho de 1905 por Max Wolf.